# Beatrix Vogel
Beatrix Vogel (* 1945 in Limburg an der Lahn) ist eine deutsche Philosophin und Publizistin.
Vogel studierte katholische und evangelische Theologie, Psychologie, Philosophie und Wissenschaftstheorie an der Universität München. Mit der Dissertation Versuch einer erkenntnistheoretisch-forschungslogischen Begründung der Primärtherapie Arthur Janovs promovierte sie 1986 zum Dr. phil. Ab 1987 war sie Leiterin des Nietzsche-Kreises München, der aus der von Friedrich Würzbach begründeten Nietzsche-Gesellschaft hervorgegangen war und 1999 umbenannt wurde in Nietzsche-Forum München, dessen Vorsitzende Beatrix Vogel von 2000 bis 2012 war. Neben eigenen Werken gab sie Sammelbände mit Vorträgen von Symposien des Nietzsche-Forums heraus.

## Veröffentlichungen (Auswahl)
- Fühlen ist eine Wissensform. Die Primärtherapie Arthur Janovs als Schlüssel für ein neues wissenschaftliches Grundlagenparadigma, Verlag Karl Alber (Reihe: Seele, Existenz und Leben, Band 27), 1. Auflage, Freiburg im Breisgau 2016, ISBN 978-3-495-48821-8
- (mit Almuth Sellschopp) Auf-Brüche: Interviews über Werte und Wertewandel im Rückblick auf die nationalsozialistische Zeit. Hamburg 1994, ISBN 978-3-86064-177-4.
- Der primärtherapeutische Begriff der Erfahrung. Versuch einer erkenntnistheoretisch-forschungslogischen Begründung der Primärtherapie Arthur Janovs, Utz Verlag, München 1987, ISBN 978-3-88073-227-8 (zugleich Dissertation)

als Herausgeberin
- Umwertung der Menschenwürde – Kontroversen mit und nach Nietzsche, mit einem Vorwort von Michael von Brück, Verlag Karl Alber, 2. Auflage, Freiburg im Breisgau 2014, ISBN 978-3-495-48655-9
- Grenzen der Rationalität, mit Nikolaus Gerdes, zwei Bände, Roderer Verlag, Regensburg 2010, Teilband I: ISBN 978-3-89783-718-8; Teilband II: ISBN 978-3-89783-719-5
- Der Mensch – sein eigenes Experiment?. Kolloquium 2003 des Nietzsche-Forums München, Vorträge aus den Jahren 2003–2005. Allitera Verlag, München 2008
- Chronik des Nietzsche-Kreises: Versuch einer Rekonstruktion, mit Max Werner Vogel. Allitera Verlag, 2007. ISBN 978-3-86520-254-3 (3., erweiterte Auflage 2016)
- Die Auflösung des abendländischen Subjekts und das Schicksal Europas, mit Harald Seubert. Allitera Verlag, 2005. ISBN 978-3-86520-120-1
- Spuren des Religiösen im Denken der Gegenwart. Otterfinger Gesprächskreis 1997–2001. Mit Nietzsche denken, Bd. 1. BUCH & media, 2004. ISBN 978-3-86520-066-2
- Von der Unmöglichkeit oder Möglichkeit, ein Christ zu sein. Symposium 1996 des Nietzsche-Kreises München. Vorträge aus den Jahren 1996–2001. Mit Nietzsche denken, Bd. 2. BUCH & media, 2001. ISBN 978-3-935284-47-9

als Übersetzerin
- Carel B. Germain, Alex Gitterman: Praktische Sozialarbeit: Das 'Life Model' der sozialen Arbeit, Fortschritte in Theorie und Praxis. 3., völlig neu bearb. Auflage. Berlin: De Gruyter, 2016. ISBN 978-3-11-051122-2